# Wałentyn Ołecki
Wałentyn Arnoldowycz Ołecki, ukr. Валентин Арнольдович Олецький; ros. Валентин Арнольдович Олецкий – Walentin Arnoldowicz Olecki (ur. 2 czerwca 1971 w Kijowie, Ukraińska SRR) – ukraiński hokeista, reprezentant Ukrainy, olimpijczyk.

## Kariera
- / SzWSM Kijów (1987-1991, 1995)
- / Sokił Kijów (1989-1997)
- Torpedo Niżny Nowogród (1997-1998)
- SKA Sankt Petersburg (1998-1999)
- Idaho Steelheads (2000)
- Elmira Jackals (2000-2001)
- Sokił Kijów (2001)
- EV Füssen (2001-2004)
- Sokił Kijów (2004-2006)
- HK Homel (2006-2009)
- Sokił Kijów (2009-2013)

W trakcie kariery występował w drugiej lidze radzieckiej, lidze ukraińskiej, ekstralidze białoruskiej, Superlidze rosyjskiej, amerykańskich ligach WCHL i UHL, oberlidze niemieckiej.
W młodości grał w kadrze ZSRR do lat 18 zdobywając mistrzostwo Europy w 1989. W barwach Ukrainy uczestniczył w turniejach mistrzostw świata 1993, 1994, 1995, 1996, 1997 (Grupa C), 1998 (Grupa B), 1999 (Grupa A), 2000, 2001, 2002, 2006, 2007 (Elita), 2008 (Dywizja I) oraz zimowych igrzysk olimpijskich 2002.

## Sukcesy
Reprezentacyjne
- Złoty medal mistrzostw Europy juniorów do lat 18: 1989 z ZSRR
- Awans do mistrzostw świata Grupy B: 1997 z Ukrainą
- Awans do mistrzostw świata Grupy A: 1998 z Ukrainą

Klubowe
- Srebrny medal Wschodnioeuropejskiej Ligi Hokejowej: 1997, 2000 z Sokiłem Kijów
- Złoty medal mistrzostw Ukrainy: 1993, 1995, 1997, 2005, 2006, 2010 z Sokiłem Kijów
- Srebrny medal mistrzostw Ukrainy: 1994, 2000, 2011, 2012 z Sokiłem Kijów
- Czwarte miejsce ekstraligi białoruskiej: 2005 z Sokiłem Kijów
- Puchar Ukrainy: 2007 z Sokiłem Kijów
- Puchar Białorusi: 2007 z HK Homel
- Srebrny medal mistrzostw Białorusi: 2009 z HK Homel
- Brązowy medal mistrzostw Ukrainy: 2013 z Sokiłem Kijów

Indywidualne
- Mistrzostwa Świata w Hokeju na Lodzie 1995 Grupa B:
  - Pierwsze miejsce w klasyfikacji asystentów turnieju: 6 asyst
  - Pierwsze miejsce w klasyfikacji kanadyjskiej turnieju: 8 punktów
- Oberliga niemiecka 2001/2002:
  - Pierwsze miejsce w klasyfikacji strzelców turnieju: 41 gole